# Urocordylidae
Urocordylidae — вимерла родина тетраподоморфних нектрідієвих. Урокордиліди мешкали в пізньому карбоні та ранній пермі на території сучасної Європи та Північної Америки і характеризуються своїми дуже довгими хвостами, схожими на весло. У житті вони, ймовірно, були тритоноподібними і водними.
Скам'янілості були знайдені в Ірландії, Франції та на сході Сполучених Штатів. Родину назвав англійський натураліст Річард Лідеккер у 1889 році та включає добре відомі роди Urocordylus і Sauropleura, а також кілька інших, заснованих на менш повному матеріалі. Родина Urocordylidae поділяється на дві підродини — Urocordylinae і Sauropleurinae. Дві групи розрізняються за формою черепа; урокордилини мають короткі тупі черепи, а завроплеврини мають довший загострений череп.